# Acruroperla atra
Acruroperla atra är en bäcksländeart som först beskrevs av Šámal 1921.  Acruroperla atra ingår i släktet Acruroperla och familjen Austroperlidae. Inga underarter finns listade i Catalogue of Life.